# Cécile Alduy
Cécile Alduy (Perpinyà, 1973) és una semiòloga i semiòtica nord-catalana. És filla del polític Jean-Paul Alduy i de Dominique Alduy, i neta de Paul Alduy.
És antiga alumna de l'École Normale Supérieure (L1994) i doctorada en lletres (2003). Ha estat professora de literatura francesa a la Universitat Stanford i investigadora associada al Centre de Recherches Politiques de Sciences Po (Cevipof). Especialista en autors del renaixement, en particular de Maurice Scève, també ha treballat en el camp de la semiòtica contemporània, principalment analitzant el discurs de les personalitats polítiques.
És membre de l'Observatoire des Radicalités Politiques de la Fundació Jean Jaurès. En 2017 va ingressar a l'Orde de les Arts i de les Lletres.

## Obres
A Marine Le Pen prise aux mots : Décryptage du nouveau discours frontiste, coescrit amb Stéphane Wahnich (éditions du Seuil, 2015), estudia el camp lèxic del Front Nacional, centrat sobre una normalització lingüística.
Amb Ce qu’ils disent vraiment : Décoder le discours des présidentiables (Seuil, 2017), Cécile Alduy continua el seu treball de desencriptació, aquesta vegada examinant la retòrica dels candidats per a les eleccions presidencials franceses de 2017. Pren nota, entre altres coses, que la paraula "persones" està absent dels discursos de Benoît Hamon i de Manuel Valls, que els diferencia de Jean-Luc Mélenchon. La puntuació més alta d'aquest últim en la primera ronda de les eleccions presidencials de 2017 li sembla a causa del seu posicionament "antisistema", però també i, especialment, dels efectes del "vot útil".
Els comentaris de François Fillon sobre l'afer Fillon el van portar a pronunciar les paraules "exageració", "sobredimatització" i "victimització".